# Programowanie nieliniowe
Programowanie nieliniowe – przypadek programowania matematycznego, w którym funkcja celu bądź ograniczenia są funkcjami nieliniowymi. Szczególnymi przypadkami programowania nieliniowego są:
- programowanie ilorazowe
- programowanie celowe